# (821768) 2015 KG178
(821768) 2015 KG178 est un transneptunien faisant partie des plutinos de magnitude 7,4.
Son diamètre est estimé à environ 150 km.